# Црква светог Ђорђа (Бешка горица)
Црква светог Ђорђа се налази на острву Горица (Бешка, Брезовица) на Скадарском језеру, у Црној Гори. Помена о ктитору нема. Сматра се да је подигнута у последње двије деценије XIV вијека. Претпоставља се да је њен ктитор био Ђурађ II Страцимировић Балшић (имењак светитеља коме је и намијенио). Није искључена могућност да је подигла и његова жена Јелена ћерка кнеза Лазара. Међутим, она је у близини овог храма, на истом острву, сазидала нови храм, своју надгробну цркву (св. Богородице) око 1441 - 1442. године. По смрти свог другог мужа, великог хумског војводе Сандаља Хранића, 1435. године, Јелена се враћа у Зету, која је била у саставу Српске деспотовине. Са црквом св. Ђорђа сређује имовинске односе и дарује је сасудима и књигама. У свом тестаменту, она каже: „ ... и цркве светога Георгија у Горице, дадох олово, купив за 60 дукат, да се покрије црква, и опште да им се да за мајсторе 30 дукат“, што указује на то да је преузела обимну обнову цркве.

## Изглед
Црква св. Ђорђа је дугачка и доста ниска, а изведена је споља притесаним каменом. Начин зидања упућује на умјетника, вјероватно са Приморја, не посебно даровитог. Основица је неправилна, односи величина несразмјерни и композиција без складности. Камен је небрижљиво сложен у неправилним редовима. Црква је наглашена високим и масивним звоником на преслицу. Основа је ближа црквама Моравске школе, а кубе почива на неуобичајено истуреним пиластрима и ослања се на полукалоте бочних апсида. На припрати је свод готичког стила. Тамбур кубета је и споља округао, као код свих сачуваних цркава на Скадарском језеру (из тог времена). 
У близини овог храма, на педесет метара удаљености, крајем XIV вијека је подигнут конак, као четвороугаона спратна грађевина.